# Amanda Lepore
Amanda Lepore (Cedar Grove, Nueva Jersey, 21 de noviembre de 1967) es una modelo, empresaria e icono trans estadounidense.
Conocida por sus trabajos en la moda, como modelo, como invitada en fiestas y por sus habilidades en el mundo del negocio. Fue la imagen publicitaria para Heatherette, los cosméticos MAC, los pantalones vaqueros de Mego, Swatch y más. La compañía de moda Heatherette ha utilizado la imagen de Lepore en muchas de sus prendas y la ha elegido continuamente para desfilar en varias pasarelas (verano 2002, 2005, e invierno 2005). Actuó en la película Party monster, dirigida por Fenton Bailey y Randy Barbato, también participó en la película "Another Gay Sequel".

## Características
Es la musa del fotógrafo estadounidense David LaChapelle. También ha sido incluida en numerosas campañas publicitarias para Armani, Versace, MTV y muchas más. Participó en su exhibición Artists and prostitutes (1985-2005) en Nueva York.
Amanda ha explorado diferentes proyectos musicales con los productores de Fatal Art Syndicate. Su primer sencillo, «Deeper», es una canción de trance-dance escrita por Lady Bunny, una drag queen y presentadora de Wigstock. Otras canciones disponibles son «Champagne» y «My hair looks fierce. También ha colaborado con la drag queen ganadora de la cuarta temporada de Rupaul's Drag Race Sharon Needles, en su canción "I wish I were Amanda Lepore".».
Ha lanzado a la venta numerosos artículos de merchandising, tales como su propio perfume o su propia barra de labios.

## Discografía

### Álbumes de estudio
- 2011 - I...Amanda Lepore

### EP
- 2005 - Introducing...Amanda Lepore
- 2007 - My Pussy
- 2008 - Fierce Pussy (The Remix album)
- 2010 - Cazwell and Amanda
- 2018 - LEPORE.

## Singles
| Año  | Canción                    |
| ---- | -------------------------- |
| 2003 | Deeper                     |
| 2006 | I Know What Boys Like      |
| 2009 | Cotton Candy (con Cazwell) |
| 2009 | My Hair Looks Fierce       |
| 2010 | Marilyn                    |
| 2010 | Get Into It (con Cazwell)  |
| 2011 | Turn Me Over               |
| 2011 | Doin It My Way             |
| 2012 | Doin It My Way (Remix)     |
| 2018 | Buckle up                  |
| 2018 | The Jean Genie             |